# Lambda nordica
lambda nordica, grundad 1989 av sociologen Benny Henriksson, är en sakkunniggranskad nordisk vetenskaplig tidskrift som presenterar humanistisk och samhällsvetenskaplig forskning med anknytning till homo/lesbiska/bi/trans- och queerstudier. lambda nordica strävar efter att främja dialogen mellan etablerade och yngre forskare med syftet att inspirera till ökad HLBTQ-forskning i Norden samt att bidra till öppnandet av nya forskningsfält inom området. Tidskriften introducerar och recenserar också internationell LHBTQ-litteratur.
Tidskriften utkommer med fyra nummer per år och är knuten till ideella föreningen Lambda Nordica som ansvarar för utgivningen. 
Tidskriftens chefredaktörer är Erika Alm och Elisabeth L. Engebretsen. Fram tills 2020 leddes tidskriften av Jenny Björklund och Ulrika Dahl, som tog vid efter mångårige redaktören Göran Söderström. Under lång tid ansvarade Greger Eman, tidigare redaktör på RFSL:s tidning Kom Ut, för redigeringen. Tidskriften ges ut med stöd av Torsten Amundsons fond i Kungliga Vetenskapsakademins förvaltning och har tidigt fått bidrag från Statens Kulturråd samt från Vetenskapsrådet.